# Anders Gustaf Ekeberg

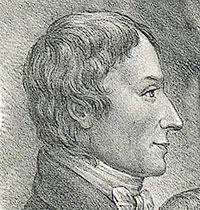
Anders Gustaf Ekeberg

Anders Gustaf Ekeberg (* 15. Januar 1767 in Karlskrona; † 11. Februar 1813 in Uppsala) war ein schwedischer Naturforscher und Chemiker.

## Leben
Ekeberg studierte an der Universität Uppsala und wurde 1788 mit einer Arbeit über pflanzliche Öle promoviert.
Ekeberg war vielseitig interessiert. Er lehrte ab 1794 Chemie in Uppsala, wobei ein Arbeitsschwerpunkt auf der Analyse von Mineralen lag. Dabei entdeckte er 1801 das Element Tantal als Bestandteil des Yttrotantalits.